# Муса Ягуб
Муса Ягуб (азерб. Yaqubov Müsavat Səfiməmməd oğlu (Musa Yaqub), 10 мая 1937, Буйнуз, Исмаиллинский район — 7 мая 2021, Буйнуз, Исмаиллинский район) — азербайджанский поэт, редактор, народный поэт Азербайджана (2019), член Союза писателей Азербайджана.

## Биография
Муса Ягуб родился 10 мая 1937 года в селе Буйнуз Исмаиллинского района. Начальное образование получил в Исмаиллы, а затем в Гёйчайском педагогическом училище. Также получил филологическое образование в Азербайджанском Государственном Университете.
Работал редактором газеты «Зяхмяткеш», которая издавалась в Исмаиллинском районе.
После окончания университета был заместителем директора Бюро пропаганды художественной литературы Союза писателей Азербайджана, а также заведующим отделом поэзии в журнале «Азербайджан».
В 1957 году начал литературную деятельность. Его первая поэма «Первое сердце, первый мир» была опубликована в газете «Азербайджан».
Автор 18 книг, которые издавались на азербайджанском и русском языках.
В 1995—2000 годах был депутатом Национального Собрания Азербайджанской Республики.

### Премии, звания, награды
Удостоен премии имени М. Ф. Ахундова.
25 мая 2019 года ему было присвоено почётное звание «Народный поэт».

### Смерть
Долгие годы страдал болезнью Паркинсона. Скончался на 84-м году жизни, 7 мая 2021 года. Похоронен в родном селе Буйнуз Исмаиллинского района.